# Näsums bokskogar
Näsums bokskogar är ett naturreservat  i Bromölla kommun i Skåne län.
Området är naturskyddat sedan 2010 och är 84 hektar stort. Det är beläget på västra delen av berget Ryssberget nära Näsum. Reservatet består av naturskog där träden ska få rå sig själva och leva sitt eget liv. Genom att låta träd som fallit ligga kvar blir resultatet en variationsrik skog. Stora delar av naturreservatet består av hedbokskog men även ek och hassel.
I området finns vandringsstigar och Skåneleden och Blekingeleden möts här.